# 교섭국
교섭국(negotiating state)이란 국제법상 개념으로 1969년 조약법협약 제2조 제1항 e에 따르면 조약문의 작성과 채택에 참여한 국가를 말한다.

## 같이 보기
- 조약
- 국제법
- 체약국